# Román Castellanos
Román Wilfredo Castellanos Caal (Cobán, 8 de abril de 1985) es un político y politólogo guatemalteco. Miembro y cofundador del partido Semilla, es diputado al Congreso de la República por el Distrito Central desde enero de 2020.

## Biografía
Nació el 8 de abril de 1985 en Cobán, cabecera del departamento de Alta Verapaz, Castellanos es un maya qʼeqchiʼ. Emigró hacia la Ciudad de Guatemala para continuar con sus estudios académicos. Egresó como licenciado en ciencias políticas por la Universidad de San Carlos de Guatemala.
Se involucró durante el movimiento de protestas ocurridas en 2015 que exigían la renuncia del entonces presidente Otto Pérez Molina. Posteriormente comenzó a participar en el grupo fundador que dio origen al partido político Movimiento Semilla. Fue electo como diputado al Congreso de la República por la Ciudad de Guatemala en las elecciones generales de 2019. Fue reelecto en las elecciones generales de 2023.
Castellanos habla español y q'eqchi', un idioma maya.